# 水岡不二雄
水岡 不二雄（みずおか ふじお、1951年1月 - ）は、日本の経済学者。専門は、経済地理学。一橋大学名誉教授。

## 人物
青森県出身。一橋大学大学院社会学研究科では竹内啓一に師事。1980年代に米国に留学して批判的社会・経済地理学の新しい潮流を学び、デヴィッド・ハーヴェイならびにA・J・スコットによる空間編成・建造環境・産業空間の理論を日本に紹介した。経済地理学の理論を、経済・社会が空間を包摂することによる人為的な異質的空間の生産過程として体系化した。経済地理学のほか、英国植民地時代の香港地域研究についても、業績がある。最近は、グローバリズムにも関心を広げ、ネオリベラリズムのもとでのグローバル化と、そのオルタナティブについて探求を行う。教育活動では、ほぼ毎年、学生と海外巡検に赴いている。そこでは、グローバル化、国境の透過性、土地と民族との自生的結びつき、建造環境の固着性など、経済・社会地理学の主要なテーマを現場における直接の経験の中から学生に体得させる活動を行っている。水岡の思想を解釈するには弁証法的アプローチが必要である。
かつては経済地理学会で活躍し、大学院生だった1979年から長く役員(幹事)を務めていた。学会を離れた後も、論文やウェブ上などで経済地理学会を厳しく批判し続けている。

## 経歴

### 学歴
- 1969年 3月 東京教育大学附属駒場高等学校卒業
- 1975年 3月 立命館大学経済学部卒業
- 1977年 4月 一橋大学大学院社会学研究科修士課程修了
- 1982年 4月 同博士後期課程単位取得
- 1983年 8月 クラーク大学地理学部大学院入学（フルブライト・プログラムによる）
- 1986年 5月 同よりPh.D.（地理学）学位取得

### 職歴
- 1979年 11月 香港大学文学部地理及地質学系客員講師（国際交流基金専門家、1981年7月まで）
- 1985年 2月 ジョンズ・ホプキンス大学Visiting Fellow（1985年4月まで）
- 1985年 9月 クラーク大学地理学部 Departmental Assistant（1986年4月まで）
- 1987年 4月 一橋大学経済学部助教授（経済地理学部門）
- 1992年 4月 一橋大学経済学部教授（同、1996年4月より現代経済部門）
- 1993年 7月 香港大学地理及地質学系兼任客員教授（1993年10月まで）
- 1998年 4月　一橋大学大学院経済学研究科教授（2003年4月より、経済地理部門所属）
- 2014年 3月　定年退職
- 2014年 4月　一橋大学大学院経済学研究科特任教授、一橋大学名誉教授

## 著書

### 単著
- 『経済地理学―空間の社会への包摂』（青木書店、1992年）
- 『グローバリズム』（八朔社、2006年）
- Contrived Laissez-Faireism:The Politico-Economic Structure of British Colonialism in Hong Kong（Springer,2018）

### 編著
- 『経済・社会の地理学―グローバルに、ローカルに、考えそして行動しよう』（有斐閣、2002年）
- 『East Asia―A Critical Geography Perspective』（古今書院、2010年）

### 共著
- 『児相利権―「子ども虐待防止」の名でなされる児童相談所の人権蹂躙と国民統制』（八朔社、2016年）

### 共訳書
- マイヤー、ペスラー、ルッペルト、シャッファー『社会地理学』（古今書院、1982年）
- デヴィッド・ハーヴェイ『空間編成の経済理論―資本の限界（上・下）』（大明堂、1989年-1990年）
- D・ハーヴェイ『都市の資本論―都市空間形成の歴史と理論』（青木書店、1991年）
- A・J・スコット『メトロポリス―分業から都市形態へ』（古今書院、1996年）